# Холмс, Стивен (политолог)
Стивен Холмс (родился 21 февраля 1948 года) — профессор права Уолтера Э. Мейера в Нью-Йоркском университете.

## Биография
Получил степень бакалавра в 1969 году в университете Денисона и степень доктора философии в Йельском университете (1976 год). В том же году получил
премию Джона Аддисона Портера. В 1985 году был принят на работу доцентом Чикагского университета, где преподавал политические науки. В 1989 году стал штатным профессором политологии и права в юридической школе университета. В 2000 году поступил на факультет Принстонского университета в качестве профессора политологии.

## Публичные выступления
В 2004 году дал интервью в документальном фильме BBC The Power of Nightmares.

## Избранные публикации
- Benjamin Constant and the Making of Modern Liberalism (1984, Yale University Press, ISBN 9780300030839) — on Benjamin Constant, translated into French
- The Anatomy of Antiliberalism (1993, Harvard University Press, ISBN 9780674031807) — translated into German, Italian and Chinese
- Passions and Constraint: On the Theory of Liberal Democracy (1995, University of Chicago Press, ISBN 9780226349688) — translated into Italian
- The Cost of Rights: Why Liberty Depends on Taxes (1999, with Cass R. Sunstein, Norton, ISBN 9780393046700)- translated into Italian, Polish and Chinese
- The Matador’s Cape: America’s Reckless Response to Terror (2007, Cambridge University Press, ISBN 9780521875165)
- The Light that Failed. A Reckoning (2019, with Ivan Krastev, Allen Lane/Penguin, ISBN 9780241345702) — on illusionary expectations of liberalism translated into German

На русском
- Иван Крастев, Стивен Холмс. Свет, обманувший надежды. Почему Запад проигрывает борьбу за демократию = Ivan Krastev, Stephen Holmes The Light That Failed: Why the West Is Losing the Fight for Democracy (англ.) / переводчик Александр Соловьев ; редактор Ольга Бараш. — М.: Альпина Паблишер, 2020. — 354 p. — ISBN 978-5-9614-3608-2.